# Área salvaje Mark O. Hatfield
El área salvaje Mark O. Hatfield (del inglés: Mark O. Hatfield Wilderness) es un área salvaje del noroeste de los Estados Unidos ubicada en el lado norte del monte Hood, en la cordillera de las Cascadas, en el estado de Oregón, cerca de la garganta del río Columbia y dentro del bosque nacional Monte Hood. Antes de su designación como área salvaje (Wilderness) era conocida como Área Recreativa de la Garganta del Columbia (Columbia Gorge Recreation Area).
Las laderas de la zona se elevan abruptamente hasta una meseta ligeramente desigual y hasta los picos de las montañas, laderas, taludes y lagos con altitudes que van desde aproximadamente los 30 m cerca del río, hasta los 1500 m en el monte Defiance. Las principales corrientes de agua en el área salvaje son los arroyos Herman, Eagle y Tanner.
Las actividades más comunes de recreación en el área salvaje Mark O. Hatfield son la acampada, el balsismo, el senderismo, la observación de la vida silvestre y el excursionismo por los cerca de 320 km de senderos del lugar, incluyendo unos 23 km del Pacific Crest Trail. La proximidad del área a la ciudad de Portland hace de este lugar un destino un tanto popular. El área fue bautizada en honor al antiguo senador de los Estados Unidos y gobernador de Oregón, Mark Hatfield.
La zona es gestionada por el Servicio Forestal de los Estados Unidos.

## Geología
Los abetos Douglas, la tsuga del Pacífico y los cedros crecen en las zonas más bajas del área salvaje de Mark O. Hatfield. La parte norte de la zona tiene rasgos característicos de la garganta del río Columbia, tales como imponentes acantilados basálticos y muchas cascadas. Las altitudes más altas albergan mesetas y crestas boscosas, con prados colgantes, lagos subalpinos y vistas panorámicas de la Cordillera de las Cascadas y de la propia garganta del Columbia.